# Carlos Oliveira
Carlos Oliveira   (Cuba, valor desconegut - valor desconegut) fou un futbolista cubà de la dècada de 1930.
Fou internacional amb la selecció de Cuba, amb la qual participà en la Copa del Món de futbol de 1938.
Pel que fa a clubs, destacà a Hispano America.